# Послание из Тёрнберри
«Послание из Тёрнберри» (также известное как «Тёрнберрийское послание») — послание от 8 июня 1990 года, отправленное по итогам заседания министров иностранных дел Североатлантического совета 7-8 июня, состоявшегося возле руин замка Тёрнберри в Шотландии, адресованное «Советскому Союзу и всем другим европейским странам». Фактически имелся в виду Варшавский договор (Организация Варшавского договора) и нейтральные европейские страны. Это послание предлагало «дружбу и сотрудничество… чтобы помочь построить новый мирный порядок в Европе, основанный на свободе, справедливости и демократии».

## Предыстория
Это послание было опубликовано после «Осени народов» в Восточной Европе. Примерно в то же время Варшавский договор также проводил своё собственное собрание, а Коммунистическая партия Советского Союза провела его чуть позже, что предоставило коммунистам широкие возможности для ответа на послание.
Послание было названо успехом немецкой дипломатии, в частности немецкого дипломата Дитера Каструпа, на пути к воссоединению Германии. Другими известными сторонниками этого послания были министр иностранных дел Германии Ганс-Дитрих Геншер и государственный секретарь США Джеймс Бейкер. Канада также была охарактеризована как активный сторонник этого послания среди стран НАТО.

## Значение
Сообщение, выпущенное в дополнение к обычным коммюнике НАТО, было быстро подхвачено международными СМИ. Его назвали «исключительным» и «первым официальным признанием окончания Холодной войны», «рукой дружбы», а также «первым шагом в эволюции отношений НАТО-Россия». Это послание также было описано как закладывавшее основы современного партнёрства и программ НАТО по связям с общественностью. Месяц спустя за ним последовал саммит НАТО в Лондоне в 1990 году, на котором было провозглашено, что «СССР и Варшавский договор больше не являются врагами». Также в том же месяце генеральный секретарь НАТО Манфред Вёрнер посетил Москву, чтобы обсудить будущее сотрудничество, что произошло впервые за всю историю отношений НАТО и России.
Процесс деэскалации привёл к формированию Совета евроатлантического партнёрства в 1997 году.

## Видео
- РОССИЯ И НАТО: КАК ВСЕ БЫЛО НА САМОМ ДЕЛЕ? (ВСЯ ПРАВДА О НАТО) Владимир Милов